# Phytoecia cylindrica
Phytoecia cylindrica es una especie de escarabajo longicornio del género Phytoecia, subfamilia Lamiinae. Fue descrita científicamente por Linné en 1758.
Se distribuye por Alemania, Inglaterra, Austria, Bélgica, Bosnia y Herzegovina, Bulgaria, China, Crimea, Croacia, Dinamarca, España, Estonia, Finlandia, Francia, Grecia, Hungría, Irán, Italia, Kazajistán, Letonia, Lituania, Luxemburgo, Moldavia, Noruega, Nueva Guinea, Países Bajos, Polonia, Portugal, Rumania, Rusia, Eslovaquia, Eslovenia, Suecia, Suiza, Chequia, Turquía, Ucrania y Yugoslavia. Posee una longitud corporal de 6-14 milímetros. El período de vuelo de esta especie ocurre en los meses de abril, mayo, junio, julio y agosto.
Parte de su alimentación se compone de plantas de las familias Asteraceae, Euphorbiaceae, Urticaceae, entre otras.

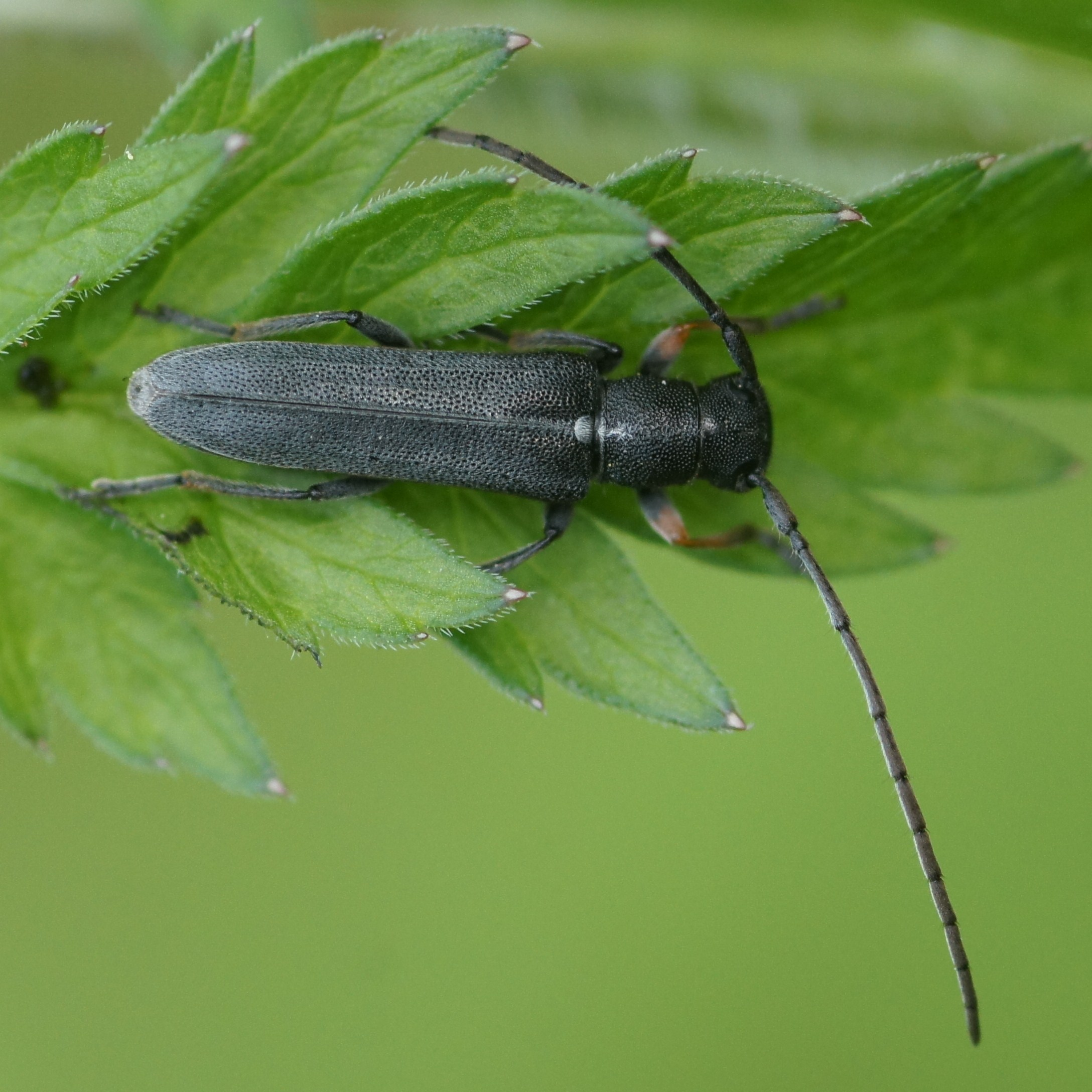
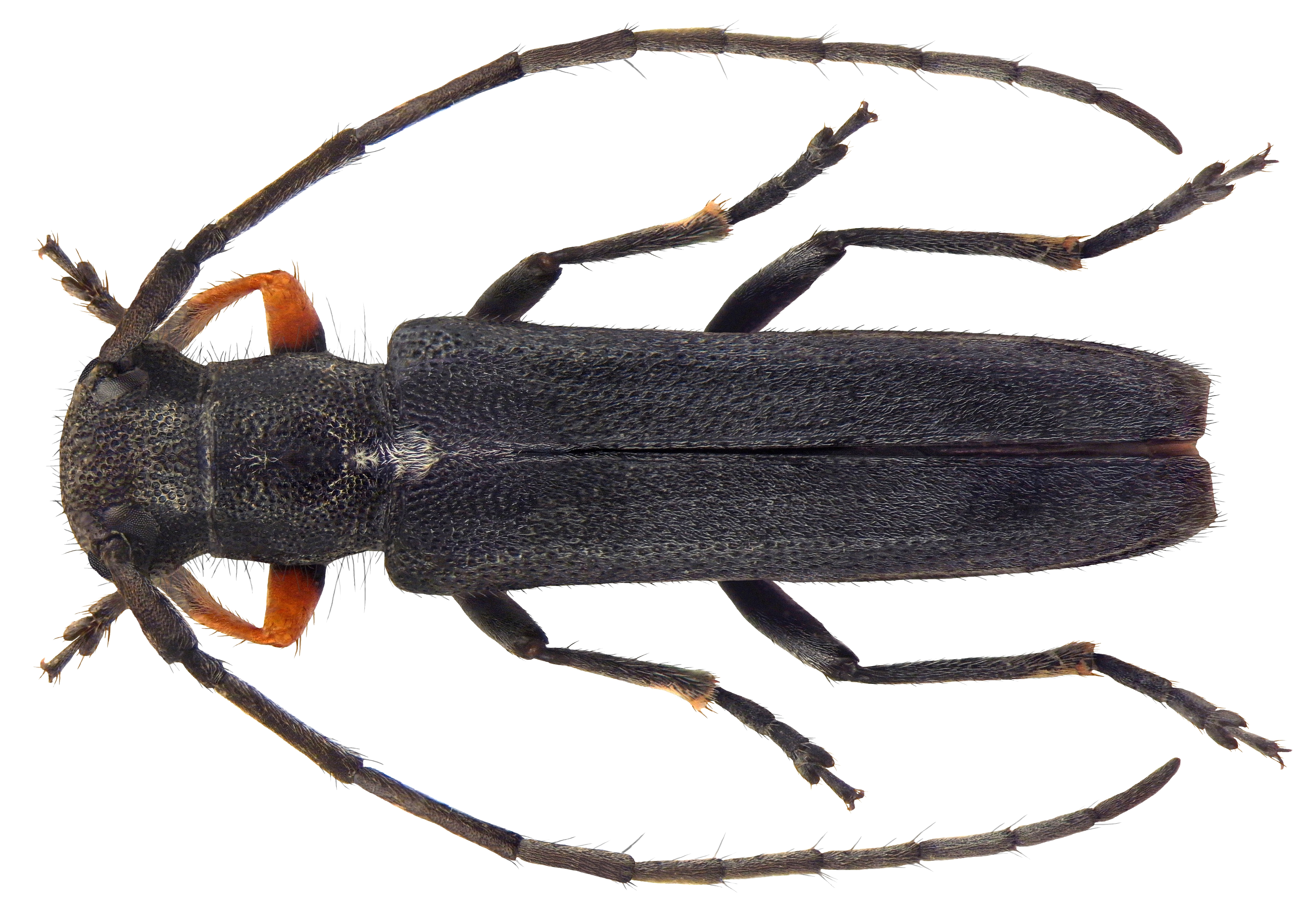
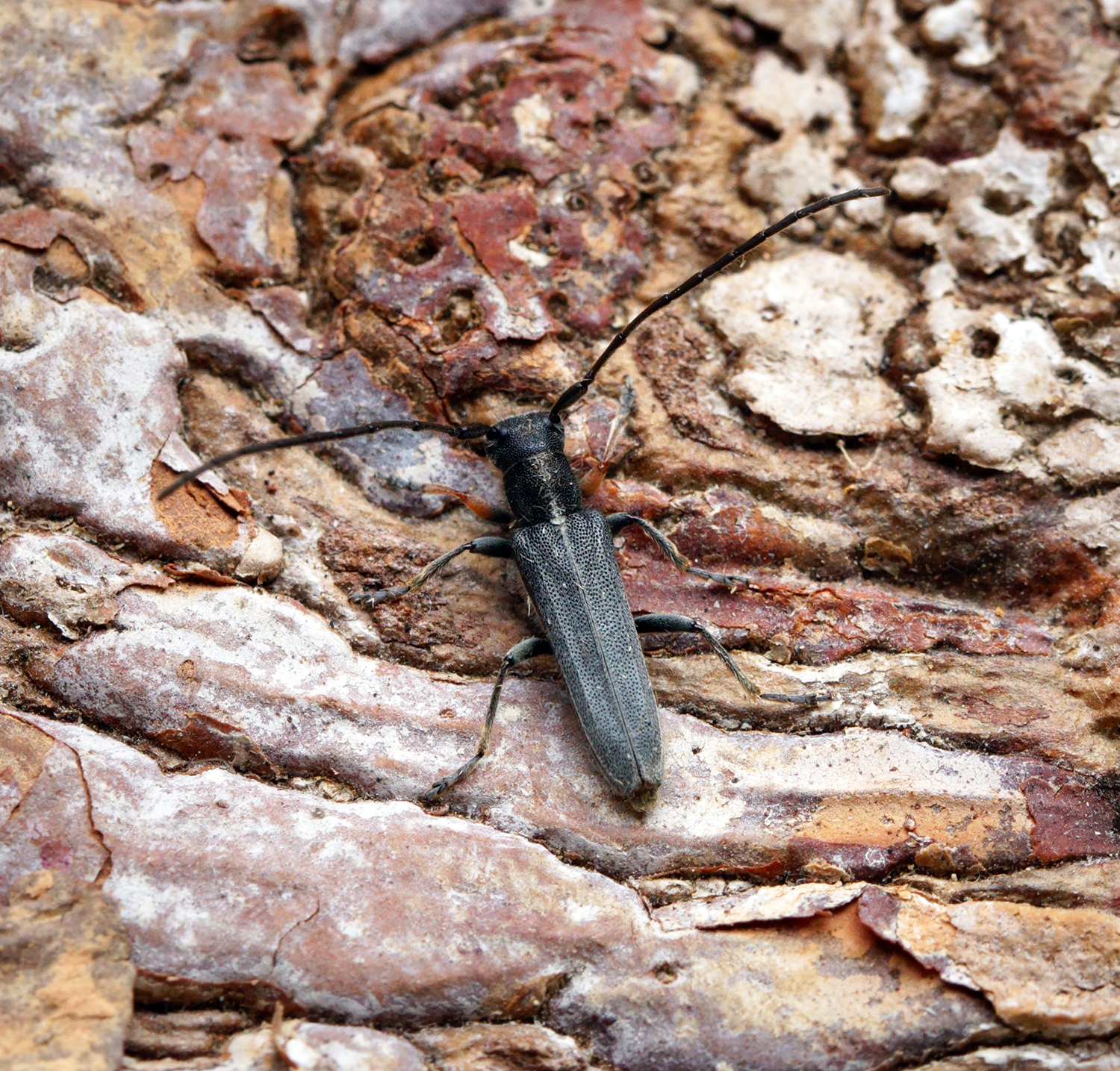
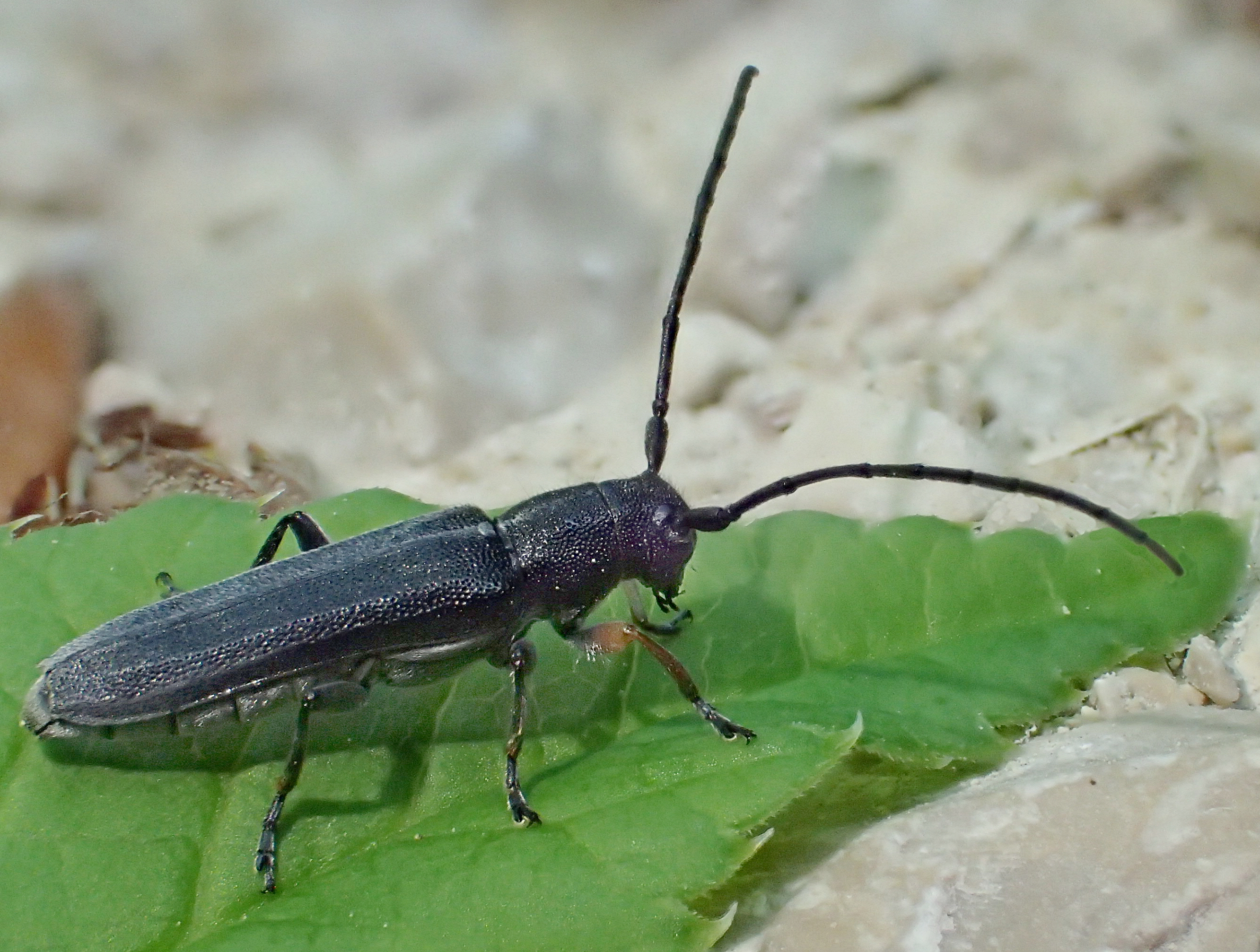
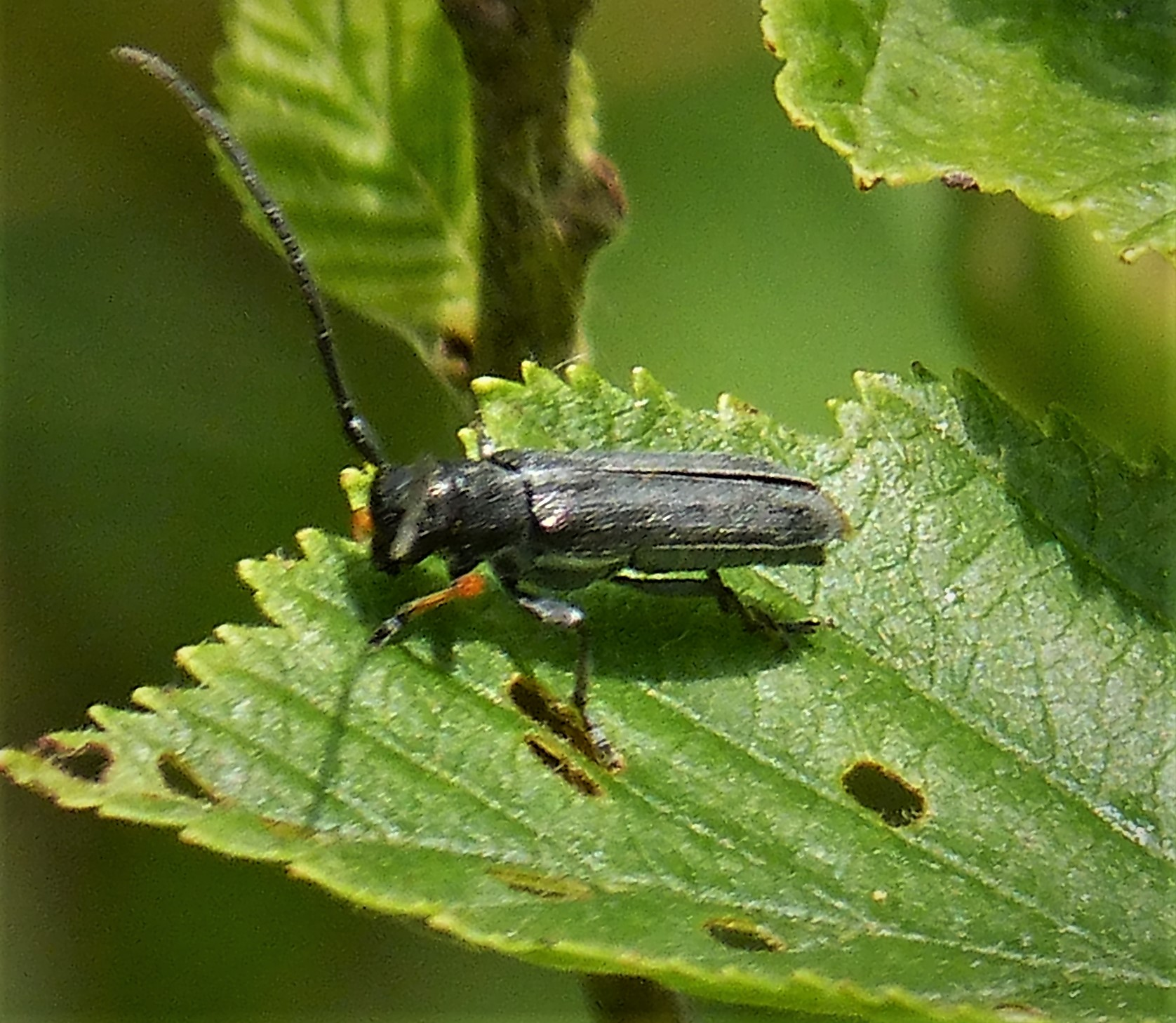